# Baseball ai Giochi della XXV Olimpiade
Le gare di baseball alle olimpiadi estive del 1992 si sono svolte ad agosto a Barcellona.

## Podi
| Evento        | Oro | Argento | Bronzo |
| Gara maschile | Cuba Antonio Pacheco Massó Ermidelio Urrutia Luis Ulacia Alberto Hernández Lázaro Vargas Alverez Omar Linares Germán Mesa Juan Padilla Lourdes Gourriel José Estrada González Osvaldo Fernández Orlando Hernández Giorge Díaz Omar Ajete Victor Mesa Jorge Luis Valdés José Raúl Delgado Rolando Arrojo Orestes Kindelán | Taipei cinese Chang Cheng-Hsien Chang Wen-Chung Chang Yaw-Teing Chen Chi-Hsin Chen Wei-Chen Chiang Tai-Chuan Huang Chung-Yi Huang Wen-Po Jong Yeu-Jeng Ku Kuo-Chian Kuo Lee Chien-Fu Liao Ming-Hsiung Lin Chao-Huang Lin Kun-Han Lo Chen-Jung Lo Kuo-Chong Pai Kun-Hong Tsai Ming-Hung Wang Kuang-Shih Wu Shih-Hsih | Giappone Koichi Oshima Shigeki Wakabayashi Masafumi Nishi Koji Tokunaga Akihiro Togo Hirotami Kojima Hiroki Kokubo Hiroyuki Sakaguchi Yasunori Takami Yasuhiro Sato Kento Sugiyama Katsumi Watanabe Kazutaka Nishiyama Masahito Kohiyama Tomohito Ito Masanori Sugiura Takashi Miwa Shinichi Sato Hiroshi Nakamoto Shinichiro Kawabata |

## Medagliere per nazioni
| Pos. | Nazione       | Oro | Argento | Bronzo | Totale |
| ---- | ------------- | --- | ------- | ------ | ------ |
| 1    | Cuba          | 1   | 0       | 0      | 1      |
| 2    | Taipei cinese | 0   | 1       | 0      | 1      |
| 3    | Giappone      | 0   | 0       | 1      | 1      |